# Leonardo Santos
Leonardo Silva dos Santos (Río de Janeiro, Brasil, 5 de febrero de 1980) es un artista marcial mixto brasileño que compite en la división de peso ligero de Ultimate Fighting Championship.

## Primeros años
Nació el 5 de febrero de 1980 en Río de Janeiro. Su hermano es el luchador de MMA Wagnney Fabiano. Comenzó a entrenar jiu-jitsu cuando tenía 5 años bajo el legendario entrenador Wendell Alexander (cofundador de Nova Uniao) en Vila da penha (Río de Janeiro) en el Club Mello Tenis. Aunque de niño tenía otros intereses (principalmente el fútbol) y no disfrutaba mucho del entrenamiento, se sentía obligado a entrenar ya que su primo mayor y su hermano eran ávidos practicantes de jiu-jitsu. Con el tiempo Santos comenzó a disfrutar de los beneficios del jiu-jitsu y también comenzó a disfrutar de la rutina de BJJ, el éxito en las competencias de BJJ vino con este nuevo amor por el arte marcial.
En 1995 el Sr. Alexander (entrenador de Leo) se unió a Dedé Pederneiras para formar Nova Uniao, uno de los equipos más fuertes de jiu-jitsu brasileño que el mundo había visto, y Leo Santos pronto fue uno de los competidores estrella de Nova Uniao.
En 2002 dejó de competir en el Mundial (Campeonato Mundial de CBJJ), ya que esta competición no ofrecía premios en metálico a sus competidores. Esto era algo que muchos luchadores reclamaban y que catapultó el auge de la CBJJO. Santos comenzó a competir en los torneos de la CBJJO únicamente (con gi) y estuvo invicto durante más de 5 años en esa organización.

## Carrera en las artes marciales mixtas

### Inicios
Debutó en las MMA contra la superestrella japonesa invicta Takanori Gomi, que en ese momento era el Campeón Mundial de Peso Wélter de Shooto (154 libras). El combate terminó con una victoria por decisión mayoritaria de Gomi.
Después de este combate, volvió a dedicarse al jiu-jitsu brasileño a tiempo completo, ganando el Campeonato Mundial 4 veces entre 2002 y 2005. En 2006, tras un breve periodo de tiempo ayudando a su hermano Wagnney con su academia en Canadá, comenzó a dedicarse plenamente a las MMA. Consiguió un récord de 8-3 en grandes promociones como Shooto y World Victory Road.

### BAMMA
Debutó en BAMMA contra Jason Ball el 21 de mayo de 2011 en BAMMA 6. Ganó el combate por decisión unánime.
Estaba programado para enfrentarsw a Rob Sinclair en BAMMA 7, sin embargo, se retiró del combate, negándose a volar desde París, ya que sabía que no iba a hacer el peso y sabía que no sería capaz de hacer la cantidad total de dinero de la competencia de todos modos.

### The Ultimate Fighter: Brazil
En marzo de 2013, se reveló que era un miembro del reparto de The Ultimate Fighter: Brazil 2. Ganó su combate de eliminación para entrar en la casa TUF, derrotando a Luciano Contini por TKO en el primer asalto. Fue elegido para ser miembro del equipo Nogueira. En el transcurso del programa, derrotó a Juliano Wandalen y a Thiago Santos, ambos por decisión unánime, para llegar a las semifinales. En las semifinales, perdió ante Santiago Ponzinibbio por decisión unánime. Sin embargo, Ponzinibbio se rompió la mano durante esta pelea de semifinales y fue sustituido por Santos en la final contra William Macário. Sin embargo, este combate de la ronda semifinal con Ponzinibbio fue elegido como la Pelea de la Temporada, y ambos pesos wélter recibieron una bonificación de $25000 dólares.

### Ultimate Fighting Championship
Debutó en la UFC contra William Macário en la final el 8 de junio de 2013 en UFC on Fuel TV: Nogueira vs. Werdum. Ganó el combate por sumisión en el segundo asalto para convertirse en el ganador del torneo.
Se enfrentó a Norman Parke el 23 de marzo de 2014 en UFC Fight Night: Shogun vs. Henderson 2. El combate terminó en un empate mayoritario.
Se enfrentó a Efrain Escudero el 13 de septiembre de 2014 en UFC Fight Night: Bigfoot vs. Arlovski. Ganó el combate por decisión unánime.
Se esperaba que se enfrentara a Matt Wiman el 21 de marzo de 2015 en UFC Fight Night: Maia vs. LaFlare. Sin embargo, Wiman se vio obligado a abandonar el combate el 11 de febrero por una lesión en la espalda y fue sustituido por Anthony Rocco Martin. Ganó el combate por sumisión en el segundo asalto.
Se enfrentó a Kevin Lee el 12 de diciembre de 2015 en UFC 194. Ganó el combate por TKO en el primer asalto. Esta victoria le valió el premio a la Actuación de la Noche.
Se esperaba que se enfrentara a Evan Dunham el 4 de junio de 2016 en UFC 199. Sin embargo, se retiró el 29 de abril debido a una lesión no revelada y fue sustituido por James Vick.
Se enfrentó a Adriano Martins el 8 de octubre de 2016 en UFC 204. Ganó el combate por decisión dividida.
Se esperaba que se enfrentara a Olivier Aubin-Mercier el 3 de junio de 2017 en UFC 212. Sin embargo, el combate se canceló el 18 de mayo, ya que ambos luchadores fueron retirados de la cartelera.
Se esperaba que se enfrentara a Nik Lentz el 1 de junio de 2018 en UFC Fight Night: Rivera vs. Moraes. Sin embargo, se informó el 28 de abril de 2018 que fue retirado del evento debido a una lesión en la mano.
Se enfrentó a Stevie Ray el 1 de junio de 2019 en UFC Fight Night: Gustafsson vs. Smith. Ganó el combate por KO en el primer asalto. Esta victoria le valió el premio a la Actuación de la Noche.
Se esperaba que se enfrentara a Jared Gordon el 16 de noviembre de 2019 en UFC Fight Night: Błachowicz vs. Jacaré. Sin embargo, se retiró del combate y fue sustituido por Charles Oliveira.
Se enfrentó a Roman Bogatov el 11 de julio de 2020 en UFC 251. Ganó el combate por decisión unánime.
Se enfrentó a Grant Dawson el 20 de marzo de 2021 en UFC on ESPN: Brunson vs. Holland. Perdió el combate por KO en el tercer asalto.
Estaba programado para enfrentarse a Alexander Hernandez el 2 de octubre de 2021 en UFC Fight Night: Santos vs. Walker. Sin embargo, se vio obligado a retirarse del evento, alegando una lesión en la pantorrilla.
Se enfrentó a Clay Guida el 4 de diciembre de 2021 en UFC on ESPN: Font vs. Aldo. Perdió el combate por sumisión en el segundo asalto.
Se enfrentó a Jared Gordon el 20 de agosto de 2022 en UFC 278. Perdió el combate por decisión unánime.

## Vida personal
Tiene un hijo llamado Pedro.

## Campeonatos y logros

### Jiu-jitsu brasileño
- Campeonatos Mundiales de IBJJF
  - 4 veces campeón de la Copa Mundial (2002, 2003, 2004, 2005)
  - Medallista Mundial de Plata (2001 División Cinturón Negro)
  - Medalla de Bronce del Mundo (División Cinturón Negro 2000)
  - Medalla de Bronce del ADCC (2001)
  - Campeón de la prueba brasileña del ADCC (2005)
  - 4º puesto en las finales del ADCC (2005)

### Artes marciales mixtas
- Ultimate Fighting Championship
  - Ganador del torneo de peso wélter de The Ultimate Fighter: Brazil 2[8]
  - Actuación de la Noche (dos veces) vs. Kevin Lee y Stevie Ray[39]

## Récord en artes marciales mixtas
| Resultado | Récord | Oponente             | Método                                        | Evento                                                       | Fecha                    | Ronda | Tiempo | Localización         | Notas                                                                                            |
| --------- | ------ | -------------------- | --------------------------------------------- | ------------------------------------------------------------ | ------------------------ | ----- | ------ | -------------------- | ------------------------------------------------------------------------------------------------ |
| Derrota   | 18-6-1 | Jared Gordon         | Decisión (unánime)                            | UFC 278                                                      | 20 de agosto de 2022     | 3     | 5:00   | Salt Lake City, Utah |                                                                                                  |
| Derrota   | 18-5-1 | Clay Guida           | Sumisión (estrangulamiento por detrás)        | UFC on ESPN: Font vs. Aldo                                   | 4 de diciembre de 2021   | 2     | 1:21   | Las Vegas, Nevada    |                                                                                                  |
| Derrota   | 18-4-1 | Grant Dawson         | KO (puñetazos)                                | UFC on ESPN: Brunson vs. Holland                             | 20 de marzo de 2021      | 3     | 4:59   | Las Vegas, Nevada    |                                                                                                  |
| Victoria  | 18-3-1 | Roman Bogatov        | Decisión (unánime)                            | UFC 251                                                      | 12 de julio de 2020      | 3     | 5:00   | Abu Dhabi            | A Bogatov se le descontaron dos puntos en el tercer asalto tras múltiples infracciones ilegales. |
| Victoria  | 17-3-1 | Stevie Ray           | KO (puñetazo)                                 | UFC Fight Night: Gustafsson vs. Smith                        | 1 de junio de 2019       | 1     | 2:17   | Estocolmo            | Actuación de la Noche.                                                                           |
| Victoria  | 16-3-1 | Adriano Martins      | Decisión (dividida)                           | UFC 204                                                      | 8 de octubre de 2016     | 3     | 5:00   | Manchester           |                                                                                                  |
| Victoria  | 15-3-1 | Kevin Lee            | TKO (puñetazos)                               | UFC 194                                                      | 12 de diciembre de 2015  | 1     | 3:26   | Las Vegas, Nevada    | Actuación de la Noche.                                                                           |
| Victoria  | 14-3-1 | Anthony Rocco Martin | Sumisión (estrangulamiento por detrás)        | UFC Fight Night: Maia vs. LaFlare                            | 21 de marzo de 2015      | 2     | 2:29   | Río de Janeiro       |                                                                                                  |
| Victoria  | 13-3-1 | Efraín Escudero      | Decisión (unánime)                            | UFC Fight Night: Bigfoot vs. Arlovski                        | 13 de septiembre de 2014 | 3     | 5:00   | Brasilia             |                                                                                                  |
| Empate    | 12-3-1 | Norman Parke         | Empate (mayoritario)                          | UFC Fight Night: Shogun vs. Henderson 2                      | 23 de marzo de 2014      | 3     | 5:00   | Natal                | Regreso al peso ligero. A Parke se le descontó un punto por agarrar los calzoncillos de Santos.  |
| Victoria  | 12-3   | William Macário      | Sumisión (estrangulamiento del brazo)         | UFC on Fuel TV: Nogueira vs. Werdum                          | 8 de junio de 2013       | 2     | 4:43   | Fortaleza            | Ganó el torneo de peso wélter de The Ultimate Fighter: Brazil 2.                                 |
| Victoria  | 11-3   | Mark Holst           | Sumisión técnica (estrangulamiento del brazo) | Cage Warriors Fight Night 7                                  | 1 de septiembre de 2012  | 1     | 1:44   | Amán                 |                                                                                                  |
| Victoria  | 10-3   | Gilmar da Silva      | Sumisión (estrangulamiento del brazo)         | Shooto: Brazil 28                                            | 10 de marzo de 2012      | 1     | 1:47   | Río de Janeiro       |                                                                                                  |
| Victoria  | 9-3    | Jason Ball           | Decisión (unánime)                            | BAMMA 6: Watson vs. Rua                                      | 21 de mayo de 2011       | 3     | 5:00   | Londres              |                                                                                                  |
| Victoria  | 8-3    | Sotaro Yamada        | Descalificación (rodillazos en la ingle)      | World Victory Road Presents: Sengoku Raiden Championships 14 | 22 de agosto de 2010     | 1     | 3:56   | Tokio                |                                                                                                  |
| Victoria  | 7-3    | Kiuma Kunioku        | Sumisión (estrangulamiento por detrás)        | World Victory Road Presents: Sengoku Raiden Championships 12 | 7 de marzo de 2010       | 1     | 3:06   | Tokio                |                                                                                                  |
| Derrota   | 6-3    | Kazunori Yokota      | Decisión (dividida)                           | World Victory Road Presents: Sengoku 8                       | 2 de mayo de 2009        | 3     | 5:00   | Tokio                |                                                                                                  |
| Victoria  | 6-2    | Danilo Noronha       | Sumisión (estrangulamiento del brazo)         | Shooto: Brazil 10                                            | 17 de enero de 2009      | 1     | 3:20   | Río de Janeiro       |                                                                                                  |
| Victoria  | 5-2    | Corey Edwards        | KO (patada en la cabeza)                      | Shooto: Brazil 9                                             | 28 de noviembre de 2008  | 1     | 1:21   | Fortaleza            |                                                                                                  |
| Victoria  | 4-2    | Alan Lopes           | Sumisión (estrangulamiento por triángulo)     | Shooto: Brazil 8                                             | 30 de agosto de 2008     | 1     | 2:10   | Río de Janeiro       |                                                                                                  |
| Victoria  | 3-2    | Christian Lopez      | Sumisión (estrangulamiento del brazo)         | Shooto: Brazil 7                                             | 28 de junio de 2008      | 1     | 0:40   | Río de Janeiro       |                                                                                                  |
| Victoria  | 2-2    | Rafael Bastos        | Decisión                                      | MTL: Mo Team League 2                                        | 29 de julio de 2007      | 3     | 5:00   | São Paulo            |                                                                                                  |
| Derrota   | 1-2    | Jean Silva           | KO (puñetazo)                                 | Super Challenge 1                                            | 7 de octubre de 2006     | 1     | 1:12   | Barueri              |                                                                                                  |
| Victoria  | 1-1    | Gabriel Moraes       | Sumisión (estrangulamiento por detrás)        | Guarafight 3                                                 | 12 de agosto de 2006     | 1     | N/A    | Guarapari            |                                                                                                  |
| Derrota   | 0-1    | Takanori Gomi        | Decisión (mayoritaria)                        | Shooto: Treasure Hunt 7                                      | 29 de junio de 2002      | 3     | 5:00   | Sakai                | Debut en el peso ligero.                                                                         |